# Amancio Alcorta (homme politique)
Amancio Alcorta né Amancio Mariano Alcorta Palacio, le 27 mars 1842 à Buenos Aires, mort le 5 mai 1902 à Buenos Aires, est un homme politique argentin, fils d' Amancio Jacinto de Alcorta Zuasnábar et de Coleta Palacio Ispizua.

## Biographie
Diplômé d'un doctorat en jurisprudence en 1867 de l' Université de Buenos Aires, Alcorta est député, juge, procureur de la République, ministre des Finances, ministre du gouvernement de Buenos Aires et directeur de la Banco de la Provincia.
Il occupe le poste de recteur du Colegio Nacional Buenos Aires entre 1883 et 1890, succédant à José Manuel Estrada. Il dirige également la Banque nationale et est ministre de l'Intérieur et de l'Instruction publique. En 1878, il publie un Traité de droit international public.
Il est professeur à la Faculté de droit et des sciences sociales et a publié son cours de droit international privé en 1886. Il est professeur à la Faculté de droit pendant 28 ans, occupant les postes de doyen et d'universitaire.
Il est ministre des Affaires étrangères sous la présidence de Miguel Juárez Celman, Luis Sáenz Peña, José Evaristo Uriburu et Julio Argentino Roca. Il a occupé le poste de chancelier pendant 2 ans et, avec d'autres ministres accrédités à Santiago, a établi la souveraineté argentine sur de vastes zones de territoire revendiquées par le Chili.
Il avait contracté mariage avec Manuela Martinez Acuña avec qui il eut de nombreux enfants :
- Otilia Alcorta Martinez
- Amancio Alcorta Martinez
- Rodolfo Alcorta Martinez (1874-1967)
- Manuela Celia Alcorta Martinez

Il meurt le 5 mai 1902 à Buenos Aires. L'acte de décès se trouve dans la paroisse Nuestra Señora de Monserrat, à Buenos Aires. Il avait 60 ans, était veuf et vivait au 840 Avenue de Mayo , à Buenos Aires. Son corps repose au cimetière de la Recoleta.